# クラレンス (1922年の映画)
『クラレンス (Clarence)』は、ブース・ターキントン (Booth Tarkington) の戯曲に基づいて1922年に制作されたコメディのサイレント映画で、フェイマス・プレイヤーズ＝ラスキー (Famous Players-Lasky) が制作し、パラマウント映画が配給した作品。監督は、ウィリアム・C・デミル、主演はウォーレス・リードで、リードがスクリーンに登場する最後の時期の作品のひとつである。
2007年に出版されたE・J・フレミング (E.J. Fleming) によるリードの伝記によると、ルドルフ・ヴァレンティノをはじめ、当時リードの近所に住んでいた住民の多くが、リードがいつもサクソフォーンを吹いていて、うるさくて眠れなかった、と述べていたという。リードがこの映画のために、演奏技術を磨こうとしていたのか、単に演奏を楽しんでいただけだったのかは述べられていない。
この映画は、現在では失われたものと考えられている。

## キャスト
- ウォーレス・リード - クラレンス・スミス (Clarence Smith)
- アグネス・エアーズ - ヴァイオレット・ピニー (Violet Pinney)
- メイ・マカヴォイ - コーラ・ウィーラー (Cora Wheeler)
- キャスリン・ウィリアムズ (Kathlyn Williams - ウィーラー夫人 (Mrs. Wheeler)
- エドワード・マーティンデル (Edward Martindel) - ウィーラー氏 (Mr. Wheeler)
- ロバート・アグニュー (Robert Agnew - ボビー・ウィーラー (Bobby Wheeler)
- アドルフ・マンジュー - ヒューバート・ステム (Hubert Stem)
- バートラム・ジョンズ (Bertram Johns) - ディンウィディ (Dinwiddie)
- ドロシー・ゴードン (Dorothy Gordon) - デラ (Della)
- メイム・ケルソー (Mayme Kelso - マーティン夫人 (Mrs. Martin)